# Karlovy Vary-Dvory (železniční zastávka)
Karlovy Vary–Dvory (nebo též Odb Karlovy Vary–Dvory) je odbočka, železniční zastávka a nákladiště, která se nachází v km 190,075 trati Chomutov–Cheb mezi stanicemi Karlovy Vary a Chodov. Odbočka se nachází na katastrálním území Dvory.

## Historie
Název Karlovy Vary–Dvory se používá od roku 1949, předtím bylo místo pojmenované Dvory u Karlových Varů. Ještě dříve se používalo německé pojmenování, v letech 1938–1940 Maierhöfen, pak do roku 1945 Karlsbad-Maierhöfen.

## Popis odbočky
Už v roce 2005 byla odbočka vybavena elektronickým stavědlem ESA 11 s dálkovým ovládáním ze stanice Karlovy Vary, v té době byl na trati ještě levostranný provoz. Stejná konfigurace kolejiště a stejné zabezpečovací zařízení je v odbočce i v roce 2023. Byť je ovládání odbočky v základním stavu dálkové, je možné i místní ovládání pomocí desky nouzových obsluh, která je umístěna v dopravní kanceláři v budově odbočky. Volnost kolejových úseků v odbočce je zjišťována pomocí počítačů náprav.
Odbočka začíná ve směru od Karlových Varů vjezdovými návěstidly 1L a 2L v km 189,493, až po 343 metrech je první ze čtyř výhybek ve dvou kolejových spojkách. Poté koleje přechází v km 190,029 po nadjezdu nad Starorolskou ulicí, následují nástupiště, u kterých je (vlevo ve směru jízdy od K. Varů) v km 190,075 budova odbočky. Až daleko za nástupišti se v km 190,627 náchází v první koleji výhybka č. 5, kterou odbočuje kusá manipulační kolej č. 3, která končí zarážedlem v km 190,088 u výpravní budovy (užitečná délka koleje je 487 m). Odbočka pak končí v km 190,741 vjezdovými návěstidly 1S a 2S pro opačný směr (tj. od Chodova).
Výhybky v kolejových spojkách jsou vybaveny elektromotorickými přestavníky a elektrickým ohřevem. Výhybka č. 5 jakož i výkolejka na manipulační koleji se přestavují ručně.
Jízdy vlaků v obou traťových kolejích mezi odbočkou a stanicí Karlovy Vary je zabezpečen pomocí traťového zabezpečovacího zařízení integrovaného do stavědla ESA 11. Mezi odbočkou a Chodovem jsou jízdy vlaků po obou kolejích zajištěny pomocí automatického hradla typu AH-88A bez oddílových návěstidel. Volnost trati ve všech traťových kolejích přilehlých k odbočce je zjišťována pomocí kolejových obvodů.
V obvodu odbočky jsou dvě vnější jednostranná nástupiště o délce 170 m, nástupní hrany se nacházejí ve výšce 380 mm nad temenem kolejnice. Cestující jsou o jízdách vlaků informováni pomocí rozhlasu, který obsluhuje výpravčí z Karlových Varů.

## Výhled
V rámci stavby „Rekonstrukce traťového úseku Karlovy Vary (mimo) – Nové Sedlo u Lokte (včetně)“, která je plánována na roky 2026 a 2027, má dojít k modernizaci odbočky. Nástupiště mají být zkrácena na 120 m a nástupní hrana zvýšena na 550 mm. Má dojít rovněž k rekonstrukci zabezpečovacího zařízení odbočky.